# Beigehuvad papegoja
Beigehuvad papegoja (Poicephalus fuscicollis) är en fågel i familjen västpapegojor inom ordningen papegojfåglar.

## Utbredning och systematik
Beigehuvad papegoja delas in i två underarter:
- P. f. fuscicollis – förekommer från Senegal och Gambia till östcentrala Nigeria och norra Angola
- P. f. suahelicus – förekommer från centrala Tanzania och Rwanda till norra Sydafrika och sydcentrala Angola

Den behandlades tidigare som underart till P. robustus och vissa gör det fortfarande.

## Status och hot
Arten har ett stort utbredningsområde, men tros minska i antal, dock inte tillräckligt kraftigt för att den ska betraktas som hotad. Internationella naturvårdsunionen IUCN listar arten som livskraftig (LC).